# Bergenstraktaten
Bergenstraktaten (Bergens recess) eller Unionsaftalen af 1450 var en traktat, der blev indgået mellem norske og danske rådsherrer i Bergen i 29. august 1450. Der var allerede 13. maj samme år indgået en unionsaftale mellem Danmark og Sverige, Halmstadtraktaten, som var forudsætningen for, at Norge skulle tiltræde. Dette skete ikke, sandsynligvis på grund af svenskernes uvillighed til at opfylde sin del af aftalen, og det blev således en tosidig aftale mellem Norge og Danmark. Kolbjørn Gerst, Olav Nilsson og biskop Torleiv Olavsson var nogle af de norske rigsrådsmedlemmer, som var med til at indgå aftalen.
Aftalen var på mange måder en videreførelse af Kalmarunionen indgået i 1397 mellem Norge, Danmark og Sverige, mens Norge og Danmark havde været i personalunion med fælles overhoved siden 1380. Bergenstraktaten tilsagde, at Norge og Danmark skulle høre sammen til evig tid. Valg af konge skulle gøres i fællesskab, og den første konge, der blev valgt, var Christian I fra 1450. Endvidere skulle rigerne være ligestillede og selvstyret. Det sidste betød, at det norske Rigsråd fortsatte sit virke med at styre landet, så Norge beholdt en stor grad af selvstændighed. Det forhindrede dog ikke, at Christian I pantsatte Orkneyøerne og Shetlandsøerne som betaling for medgiften, da hans datter Margrete i 1468 blev forlovet med Jakob 3. af Skotland, mod det norske rigsråds vilje.
 Der er for få eller ingen kildehenvisninger i denne artikel, hvilket er et problem. Du kan hjælpe ved at angive troværdige kilder til de påstande, som fremføres i artiklen.